# Bibigon
Bibigon (ros. Бибигон) – publiczna stacja telewizyjna Federacji Rosyjskiej o profilu dziecięcym. Kanał Bibigon rozpoczął nadawanie w dniu 1 sierpnia 2007 roku. 27 grudnia 2010 roku Bibigon zakończył nadawanie łącznie z kanałem Telenyanya. Kanały te zostały zastąpione przez Karusel.